# Renault Trafic
Il Renault Trafic è il nome usato da Renault per la sua generazione intermedia di veicoli commerciali leggeri, in produzione sin dal 1981. Nel 2014 è stata presentata la terza serie.

## Prima serie (1981-2001)
Nel 1981 viene introdotto per la prima volta; si tratta di un veicolo per il trasporto leggero che doveva sostituire l'ormai anziano Renault Estafette, in listino da quasi 22 anni.
Il modello si situa appena al di sotto del Renault Master e tra quelli conducibili in Italia ancora con la patente di guida di categoria "B", con peso totale a terra inferiore ai 3.500 kg.
La prima serie era disponibile in due varianti di passo (corto e lungo): il carico massimo trasportabile era rispettivamente di 800 e 1400 kg. Era anche disponibile in varie versioni, sia come furgonato, sia come pick-up, sia come piccolo autobus per il trasporto di persone.
La prima serie era caratterizzata da un frontale particolare, con una calandra molto sporgente e in plastica grezza non verniciata: i fari anteriori rettangolari erano invece incassati. I motori erano sia a benzina che a gasolio: nel primo caso le potenze erano comprese tra i 48 e gli 80 CV, mentre nel secondo si avevano potenze tra i 60 ed i 66 CV.

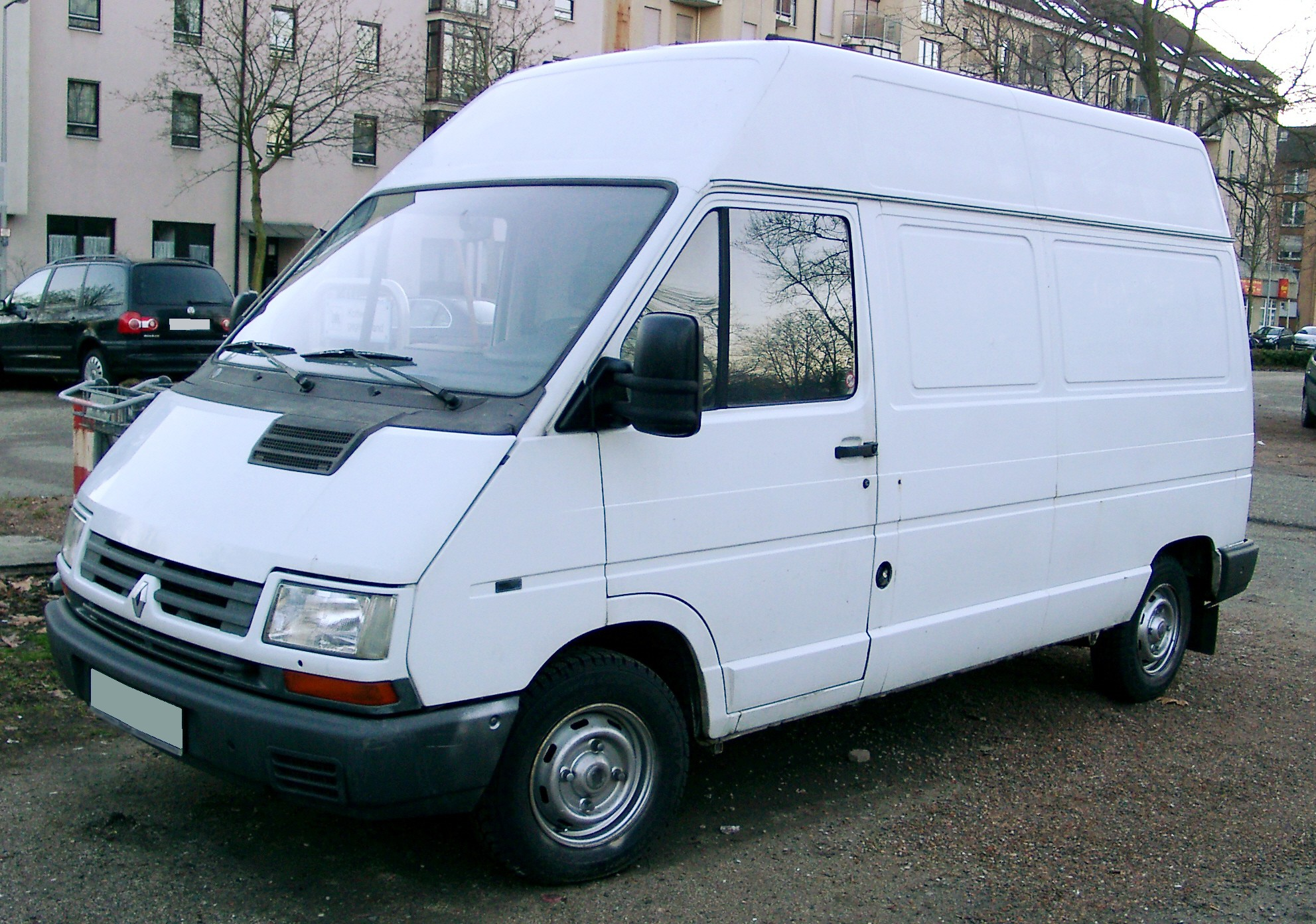
La prima serie restyling

Nel maggio 1989 arrivò il primo restyling, concentrato quasi tutto nel frontale: la calandra sporgente sparì, sostituita da una più liscia, con fari trapezoidali, a filo con la calandra stessa e quindi non più incassati. Nel 1994 invece vi fu un lieve aggiornamento nei motori.
Il 1997 fu l'anno in cui la Renault entrò in joint-venture con la General Motors per quanto riguardava la produzione dei mezzi commerciali ed il colosso automobilistico statunitense poté avviare la produzione del furgone con il nome Arena e con i marchi Opel e Vauxhall. Non si trattava del primo accordo del genere, infatti il Gruppo Fiat, in collaborazione con il Gruppo PSA, negli anni ottanta aveva fondato la SEVEL, avente scopo la fabbricazione in comune dei veicoli commerciali.
La prima serie del Trafic uscì di produzione all'inizio del 2001.

## Seconda serie (2001-2014)

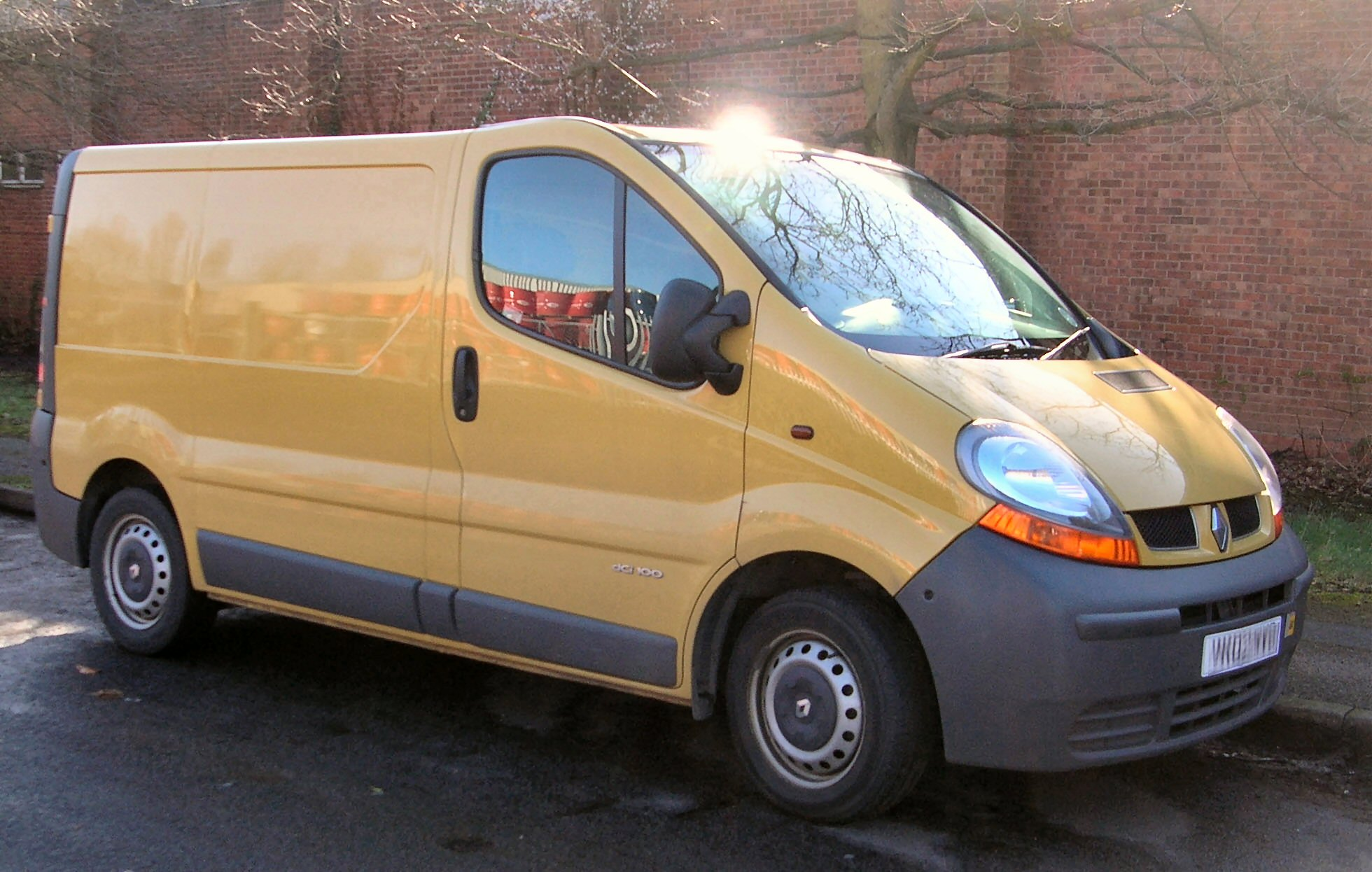
Un Trafic seconda serie

Proseguendo negli accordi previsti dalla joint-venture, nel giugno 2001 arrivò la nuova generazione con estetica attualizzata ai tempi, la cui progettazione era di competenza della Renault mentre la fabbricazione avveniva negli stabilimenti Vauxhall a Luton oltre che nello stabilimento di Barcellona della Nissan. 
La commercializzazione avveniva, oltre che come Trafic, anche come Opel Vivaro, Vauxhall Vivaro e Nissan Primastar.
Anche la nuova generazione era disponibile in varie versioni di carrozzeria e passo, che più o meno ricalcavano quelle della prima generazione.
Nel 2002 la coppia Renault Trafic/Opel Vivaro si aggiudicò il titolo di Van of the Year.
Nel 2007 la seconda generazione del Trafic è stata interessata da un'operazione di restyling estetico e la gamma di motorizzazioni vide la sostituzione del propulsore da 1.9 litri e 100 CV con un nuovo 2.0 litri da 115 CV.
Nel 2012 il Trafic è stato tra i primi veicoli commerciali a essere sottoposti ai crash test dell'Euro NCAP, in cui ha ottenuto la valutazione di 2 stelle.

## Terza serie (dal 2014)

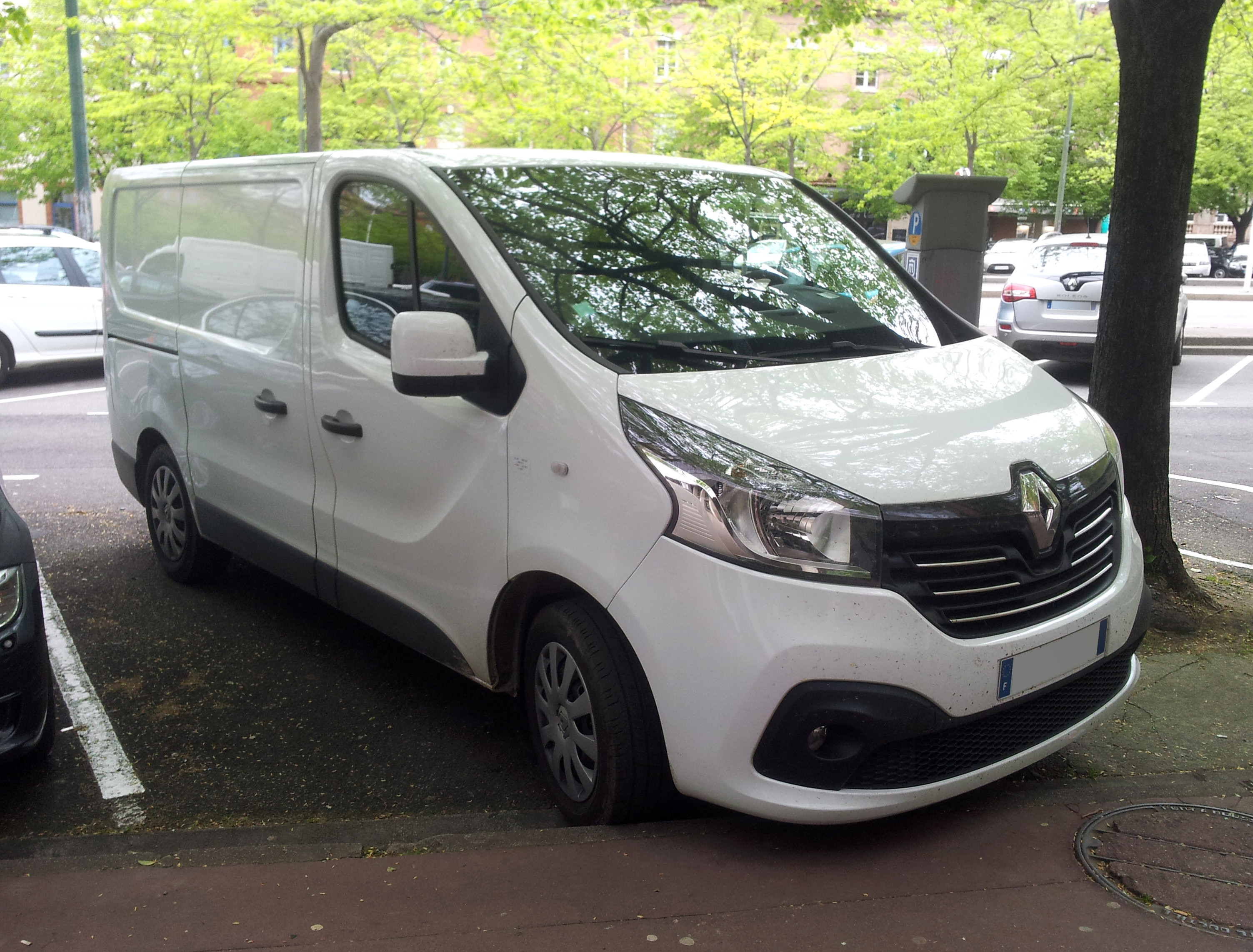
Un Trafic terza serie

Nel 2014 viene introdotta la terza serie, costruita stavolta nella fabbrica francese della Renault di Sandouville; resta in produzione a Luton invece la gamma marchiata Opel/Vauxhall ad eccezione delle versioni a tetto alto.
La carrozzeria si avvicina al family-feeling degli ultimi veicoli e ricorda il frontale del Renault Scénic XMod Cross, con il logo di grandi dimensioni nella calandra centrale. Inedito il disegno dei gruppi ottici anteriori, allungati e perfettamente in linea con la carrozzeria, accompagnata da un parabrezza meno inclinato rispetto a prima.
Si modernizzano gli interni con 14 vani portaoggetti per 90 litri di capacità totale e posizione di guida rivista, abbassando di 36 mm la seduta e aumentando l'ampiezza delle regolazioni, per garantire un maggior comfort, disponendo anche del sistema "Renault R-Link", un sistema multimediale integrato, tutto a portata di touch, già presente nei modelli del marchio Renault. 
Le versioni disponibili, combinando tutte le possibilità, possono arrivare a 270, con due varianti di altezza, due passi differenti, varie versioni di carrozzeria e vari livelli di potenza delle motorizzazioni. 
I motori sono di nuova concezione, da 1.600 cm³, con consumi minori e con disponibilità sia di turbo singolo a geometria variabile sia di un Twin-Turbo in grado di offrire più sprint in fase di ripresa, grazie alla coppia disponibile sin dai più bassi regimi; le potenze sono di 125 e 145 cavalli con coppie di 320 e 340 Newton per metro, tutti con omologazione Euro 6.
La piattaforma della terza versione di Trafic è sempre in comune con la Opel Vivaro a cui si aggiunge, dal 2016 e in base a nuovi accordi commerciali, anche il Fiat Talento.
Nel 2015 anche la nuova versione del Trafic è stato sottoposto ai crash test dell'Euro NCAP, raggiungendo in questa occasione le 3 stelle di valutazione complessiva. Nel 2016, il Trafic comincia ad essere prodotto anche da Nissan come Nissan NV300 e nel novembre 2018 i dirigenti Renault hanno annunciato che il furgone, dal 2020, sarà venduto per Australia e Nuova Zelanda a marchio Mitsubishi come Mitsubishi Express.